# Frontera entre Israel i Xipre
La frontera entre Israel i Xipre és un traçat que delimita les zones econòmiques exclusives d'Israel i Xipre.
Aquest traçatva ser objecte d'un acord entre els dos països, que es va signar el 17 de desembre de 2010. Aquest és el segon acord signat per Israel pel que fa a les seves fronteres marítimes, després de la relativa a la frontera amb Jordània el 1994. L'acord va ser signat en el context de expansió de l'exploració de gas a la Mediterrània oriental; des d'ambdós costats de la frontera estan inclosos els camps de gas Aphrodite (costat xipriota) i Leviathan (costat israelià).
El Líban considera aquest acord com una violació dels seus drets sobirans i econòmics, i va adreçar-ne una carta al Secretari General de les Nacions Unides.